# Tito Roccatagliata
Tito Roccatagliata (David Roccatagliata; * 30. Januar 1891 in Buenos Aires; † 7. Oktober 1925) war ein argentinischer Tangogeiger und –komponist.

## Leben
Roccatagliata gründete 1908 ein Trio mit dem Klarinettisten Juan Carlos Bazán und dem Pianisten Roberto Firpo. 1909 wurde er Mitglied im Quartett Eduardo Arolas', mit dem ihn eine lebenslange Freundschaft verband. Im Folgejahr trat er im Café Oriental mit Arturo Bernstein, Juan Carlos Bazán und Pedro Modesto Ramírez auf. Mit Vicente Grecos Orquesta Típica Criolla (u. a. mit dem Flötisten Vicente Pecci und dem Gitarristen Emilio Fernández) entstanden Aufnahmen beim Label Polifón. 1913 war er Mitglied in einem Trio mit Genaro Expósito und Roberto Firpo. Später kam Arolas hinzu, und die Musiker traten im El Estribo auf.
Darauf war Roccatagliate vier Jahre lang Mitglied im Orchester Firpos. Daneben spielte er mit dem Orchester von Arolas 1915 Aufnahmen beim Label Tocasolo Sin Rival ein. Bei den Karnevalsbällen am Teatro Colón 1917 trat er mit den vereinigten Orchestern von Juan Canaro und Roberto Firpo auf. Im La Giralda in Montevideo spielte er 1917 mit Firpos Orchester und Agesilao Ferrazzano als zweitem Geiger die Uraufführung von Gerardo Matos Rodríguez’ Tango La cumparsita. Nach der Rückkehr nach Argentinien trennte er sich von Firpo und trat in der Folgezeit im Trio mit seinen Freunden Eduardo Arolas und Juan Carlos Cobián in vielen verschiedenen Lokalen auf, u. a.im Cabaret Montmartre, im L'Abbaye und in Manuel Pizarros Café Las Delicias. Nach dem Ausscheiden Arolas' wurde Osvaldo Fresedo neues Mitglied des Trios, das in dieser Besetzung beim Label Telephone die Tangos Buenos Aires tenebroso und La cumparsita aufnahm. Nach der Auflösung des Trios gründete Cobián ein Quintett, dem Roccatagliata, Agesilao Ferrazzano, Luis Petrucelli und ein fünfter Musiker namens Colinos angehörten.
Für technische fehlerfreie Aufnahmen in den USA engagierte das Label Victor die Musiker Roccatagliata, Osvaldo Fresedo und Enrique Delfino. In den USA wurde die Formation noch durch einen Geiger (vermutlich Alberto Infante Arancibia) und einen Cellisten ergänzt. Die Gruppe nahm bis Mitte 1920 fünfzig Titel auf, mehrere davon mit Fresedo oder Delfino als Solisten, mutmaßlich weil Roccatagliata wegen seines exzessiven Alkoholkonsums zeitweise nicht spielen konnte. In Argentinien setzte das Trio Roccatagliata-Cobián-Fresedo ihre Auftritte gemeinsam mit Ferrazzano fort. Delfino schied nach einiger Zeit aus, und Cobián kehrte zu der Formation zurück.
Mit einem neuen Sextett Fresedos, dem neben Roccatagliata als zweiter Geiger Manlio Francia, Alberto Rodríguez, Juan Carlos Cobián und Leopoldo Thompson angehörten, nahm er 20 Titel auf, darunter Snobismo von Cobián, Siete pelos von Fresedo und seine eigene Komposition Elegante papirusa. In dieser Zeit verschlechterte sich wegen seiner Alkohol- und Kokainsucht sein Gesundheitszustand. Seine letzten Auftritte hatte er 1924 mit dem Orchester Antonio Scatassos, dem auch die Musiker Bernardo Germino, Luis Bernstein und Fidel Del Negro angehörten. Mit letzterem komponierte er seinen letzten Tango La vida.

## Kompositionen
- Buenos Aires tenebroso
- Don Eduardo
- Elegante papirusa (Text nachträglich von Sandalio Gómez)
- Firpito (Roberto Firpo gewidmet)
- La Gallega
- La vida (mit Fidel Del Negro, Text von Genaro Pugliesi)